# 道の駅越後川口
道の駅越後川口（みちのえき えちごかわぐち）は、新潟県長岡市川口中山にある国道17号の道の駅である。
2003年（平成15年）8月8日に道の駅に登録された。

## 概要
2004年（平成16年）7月2日開設。情報コーナー・休憩所と、川口の特産品や手工芸品などを販売する物産館「あぐりの里」から成る。

## 施設
- 駐車場：40台
  - 普通車：37台
  - 大型車：3台
  - 身障者用：2台
- トイレ （いずれも24時間利用可能）
  - 男：大 3器、小 5器
  - 女：5器
  - 身障者用：1器
- 公衆電話：1台
- 情報コーナー
- 休憩所
- 交流物産館「あぐりの里」
- 足湯

### 管理
- 長岡市

## 休館日
- 年中無休（あぐりの里のみ 冬季は毎週火曜日、夏季は第1・3・5火曜日（祝日の場合は翌日））

## アクセス
- 国道17号
  - 新潟県道71号小千谷川口大和線
  - 新潟県道333号中山竜光堀之内線

## 周辺
- えちご川口和楽美の湯
- 越後川口駅
- 中越メモリアル回廊 川口きずな館